# Обернау (Вестервалд)
Обернау (њем. Obernau) општина је у њемачкој савезној држави Рајна-Палатинат. Једно је од 119 општинских средишта округа Алтенкирхен (Вестервалд). Према процјени из 2010. у општини је живјело 153 становника. Посједује регионалну шифру (AGS) 7132084.

## Географски и демографски подаци
Обернау се налази у савезној држави Рајна-Палатинат у округу Алтенкирхен (Вестервалд). Општина се налази на надморској висини од 194 метра. Површина општине износи 1,5 km². У самом мјесту је, према процјени из 2010. године, живјело 153 становника. Просјечна густина становништва износи 103 становника/km².